# Гранд (титул)

Корона іспанських грандів

Гранди (ісп. і порт. Grandes) — магнати, вища знать у середньовічній Іспанії, з XVI століття — дворянський титул. У Португалії та Бразилії використовувався титул Grandeza.

## Іспанія
Іспанська знать була розподілена на Grandes de España (або просто Grandees) і Títulos del Reino (йменувались знаттю).
У Кастильськом й Арагонському королівствах з XIII століття грандами були клас вищої знаті, який, окрім родичів королівського дому, включав ще й усіх особливо багатих і знатних, які йменувались Ricos hombres. Слово «rico» при цьому означало не стільки багатство, скільки вплив, могутність. Ricos hombres включали стародавню знать за кров'ю (de sangre), інші стали знатними за багатством (de estado), треті — за посадою. Приналежність до грандів була, як правило, спадковою. Ricos hombres протиставлялись нижчій знаті — ідальго та кабальєро. До ідальго звертались із титулом «Usted» (тобто «ваша милість»), до Ricos hombres — із титулом «Don».
У «Siete Partidas» Альфонса X, Ricos hombres називаються іноді грандами та співставляються з «графами і баронами» інших держав. Гранди займали вищі посади у державі й мали великі привілеї. Гранди мали права набирати військо на службу короля, що символізувалось прапором, та обов'язок утримувати це військо (символізувалось казанком). Володіючи королівськими ленами, вони були зобов'язані нести королю військову службу. Вони були звільнені від податків; без особливого наказу короля їх неможна було засудити; як радники вони обмежували владу короля, а у відомих випадках могли перейти зі своїми васалами на службу до іншого государя та навіть допомагати йому проти свого колишнього сюзерена. Гранди мали право покривати голову у присутності короля й у зібраннях кортесів сиділи безпосередньо позаду прелатів.

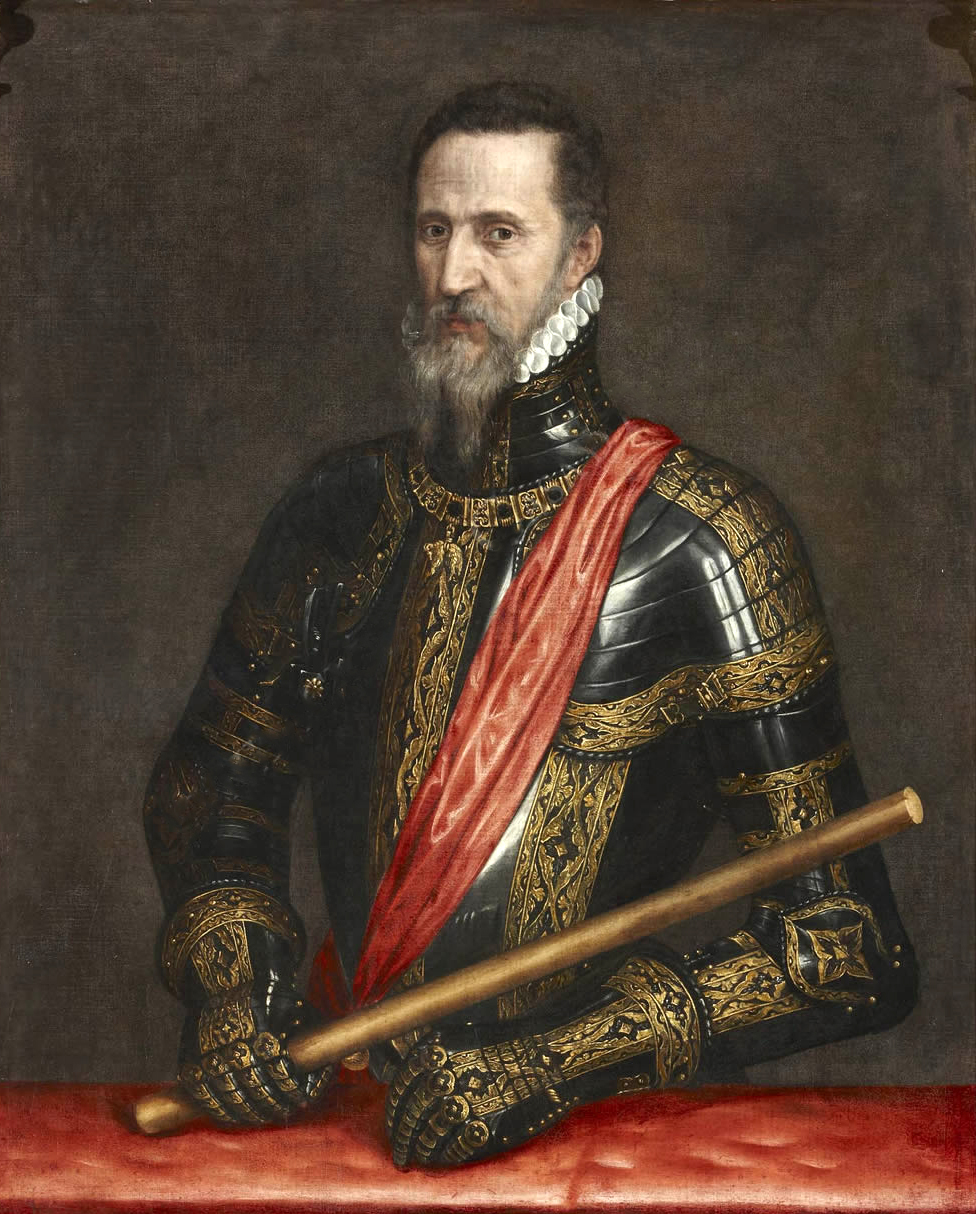
Герцог Альба був спадкоємцем знатного кастильського роду і грандом

Первинно надані грандам титули не переходили у спадок, але більшість із них стали спадковими, коли стан грандів сам по собі втратив своє колишнє значення.
Грандів можна було розділити на три групи:
- Ті, хто розмовляв з королем й отримував відповіді з покритою головою.
- Ті, хто звертався до короля з непокритою головою, але надягав шляпи, щоб почути його відповідь.
- Ті, хто очікував на королівський дозвіл, перш ніж покрити голову.

Усі гранди звертались до короля із префіксом mi Primo (мій Кузен), натомість решта знаті — mi Pariente (мій Родич).
Наприкінці 1470-х років Ізабелла I та Фердинанд II змогли обмежити владу грандів, а Карл V отримав право самому нагороджувати цим титулом власних вельмож.
Під час короткочасного володарювання Жозефа Бонапарта усі привілеї грандів були скасовані, після реставрації Бурбонів частково відновлені, але вже без суттєвих переваг. За конституцією 1834 року грандам було віддано перше місце у верхній палаті. У добу Першої іспанської республіки (1868—1871) знову скасовано всі права й титули грандів, але відновлені королем Альфонсом XII. Титул гранда було скасовано у 1931 після ліквідації монархії.
Нині в Іспанії налічується близько 400 родин, за якими офіційно закріплено звання Грандів Іспанського королівства. Також право на титул мають сини й онуки короля Іспанії.

## Португалія та Бразилія
У цих країнах вища знать позначала свій статус титулом Grandeza (grandee). Віконти й барони могли отримати це звання, що дозволяло їм використовувати корону на своїх гербах більш високого рангу: графську корону для віконтів, та віконтську для баронів. Грандами вважались графи, герцоги й маркізи, а також генерали, єпископи, архієпископи та кардинали.
До переваг, які мали ті, хто носив ці звання належали: дозвіл залишатись із покритою головою в присутності короля чи імператора, можливість арешту тільки з дозволу монарха, можливість розміщення свого герба на вхідних дверях власного дому, транспортних засобах й могилі.
Цей статус не передавався у спадок. Систему було скасовано разом із монархією у кожній з цих країн, хоч титул залишився у середовищі португальської аристократії.

## Англія
За часів Англійської революції старші офіцери з помісного дворянства, які служили в армії парламенту, називали себе Грандами.
Після поразки Карла I відбулась низка дебатів та конфліктів між ними та левелерами, які називали себе 'агітаторами'. На боці грандів виступили сер Томас Ферфакс, Олівер Кромвель та Генрі Айронтон, що протистояли радикалізму супротивників.